# Wittipkolibrie
De wittipkolibrie (Urosticte benjamini) is een vogel uit de familie Trochilidae (kolibries). De vogel is genoemd naar de Engelse ornitholoog Benjamin Leadbeater.

## Verspreiding en leefgebied
Deze soort komt voor van Colombia tot noordoostelijk Peru.